# Federico Anrich Santamaría
Federico Anrich Santamaría (La Habana, 12 de marzo de 1827 - Vergara, 21 de diciembre de 1889) fue un marino y político español, ministro durante la Primera República.

## Biografía
Comenzó su carrera militar como guardiamarina en Cartagena y en el Arsenal de La Carraca. Ascendido a guardiamarina de primera clase en 1846, el 24 de noviembre de ese año embarcó en el Alerta, donde fue expedientado por agresión e insubordinación al alférez de navío Wencesalo de Rozas. Cumplió arresto hasta el 15 de febrero de 1849, en que se sobreseyó la causa. En mayo de ese año fue ascendido a alférez de navío.
En septiembre de 1870 fue nombrado comandante de la estación naval de Fernando Poo, en la Guinea Española, asumiendo además el cargo de gobernador general de la colonia hasta 1871. Un grave incidente con el jefe del puerto de Cádiz el 4 de noviembre conllevó un nuevo arresto por indisciplina y su paso por un Consejo de Guerra de generales el 20 de enero de 1873, donde fue seriamente apercibido y arrestado. El 11 de marzo se dispuso su traslado a Madrid, y tres días después quedó a las órdenes del ministro de Marina Jacobo Orebro hasta el 29 de mayo, en que fue nombrado comandante de la fragata Almansa.
Se encontraba destinado en Cartagena cuando fue nombrado precipitadamente ministro de Marina del Gobierno de Pi y Margall el 11 de junio, tomando posesión de la cartera tres días después. Su gestión fue breve y muy criticada: se le acusó de fomentar el nepotismo y presentó un proyecto de ley que autorizaba al Ministerio de Hacienda a enajenar material de la Marina, como edificios y terrenos situados fuera de los arsenales, buques de guerra, diques, efectos y pertrechos. El 8 de julio firmó una carta solicitando poderes extraordinarios para combatir a los carlistas. No pudo evitar la rebelión cantonal que afectó a Cartagena a partir del 12 de julio, si bien intentó disolver la escuadra del Mediterráneo y desarmar los buques. La envergadura del movimiento cantonalista fue demasiado lejos y Anrich y el resto del Gobierno presentaron su dimisión.
Aprovechando una excedencia, marchó a Francia y se presentó ante el cuartel del pretendiente carlista Carlos María de Borbón, lo que originó diversos rumores sobre su verdadera posición política y su gestión ministerial, presuntamente dirigida a debilitar al gobierno republicano. Ingresó en el ejército carlista y llegó a ser comandante general de la Marina en el mar Cantábrico. Tras la tercera guerra carlista, el gobierno de Cánovas del Castillo aceptó su reingreso en la Armada Española.
Falleció en Vergara (Guipúzcoa) en diciembre de 1889.